# Prasiolit

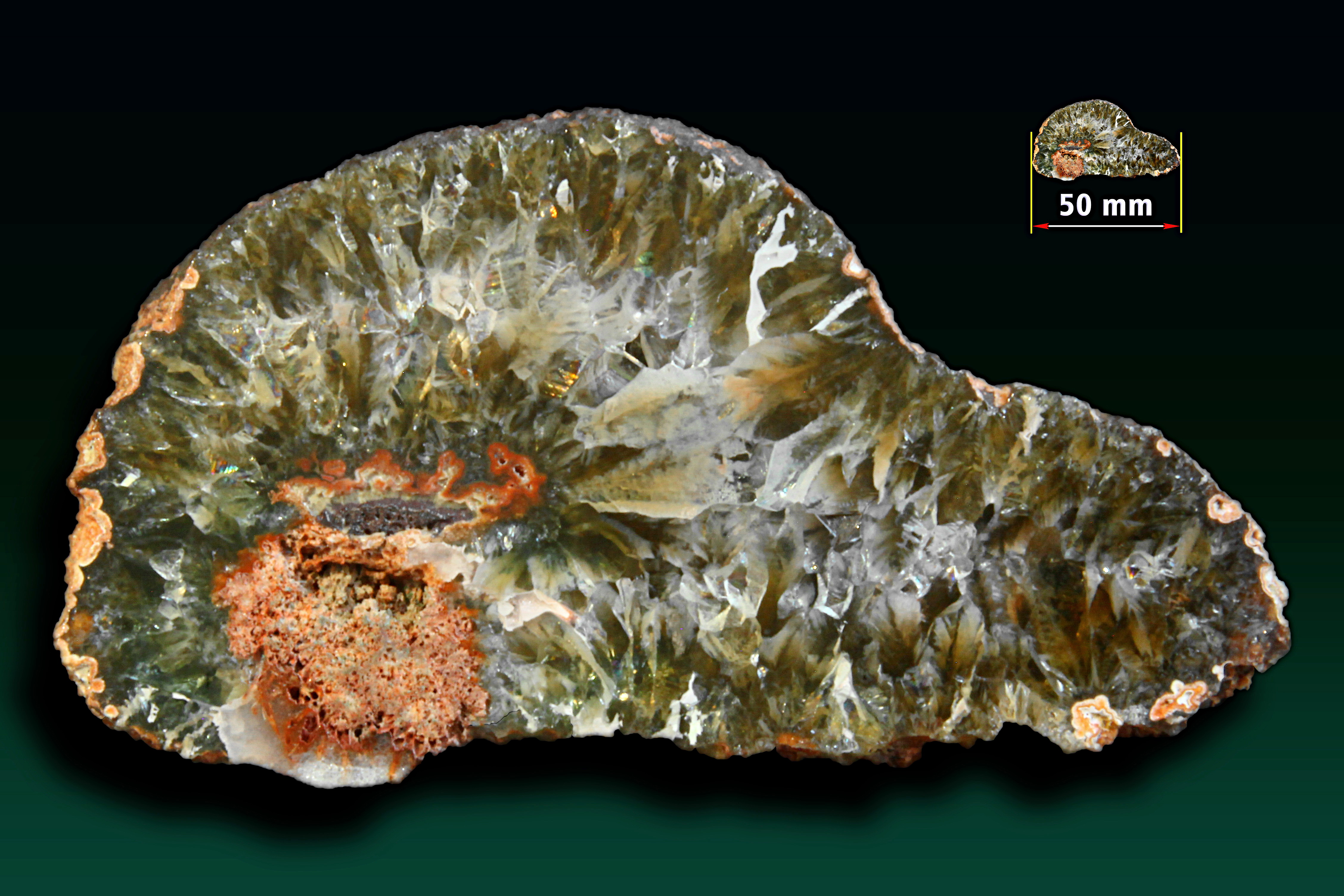
Geoda s krystaly prasiolitu z lokality u Płóczek Górných v Polsku

Prasiolit je zeleně zbarvená odrůda přírodního křemene, využívaná jako drahý kámen. Zelená barva je způsobena koncentrací center [AlSiO4/h+]0 a [FeSiO4/h+]0 v krystalové mřížce křemene.  Na rozdíl od fialově zbarveného ametystu má prasiolit vyšší obsah stopových prvků, zejména hliníku (Al) a železa (Fe), kdy ionty Fe2+ nahradí ionty Si.

## Původ názvu
Historie názvu sahá do období kolem roku 1950, kdy se ve Spojených státech u některých obchodníků s drahými kameny začaly objevovat tzv. "zelené ametysty", jejichž pojmenování "prasiolit" bylo vytvořeno spojením řeckých slov prasinos (zelený, resp. "pažitkově" zelený) a lithos (kámen). V těchto případech se však zřejmě jednalo o kameny, jejichž zbarvení bylo výsledkem umělé úpravy.

## Objev přírodního prasiolitu

### Polské lokality
Přírodní prasiolit byl nalezen v Polsku zprvu na mineralogické lokalitě u obce Suszyna v Radkówské gmině v Dolnoslezském vojvodství, posléze také u Płóczek Górných v okrese Lwówek Śląski během expedice, kterou zde v roce 1990 podnikli polští a ukrajinští vědci  M. Sachanbiñski,  P. Wróblewski a A. Platonov. Zmínění vědci  popsali tento minerál v roce 1992. Kromě  místa u Płóczek Górnych, kde se výrazněji zeleně zbarvený přírodní prasiolit vyskytuje zpravidla jako součást achátových geod, byly v pozdějších letech objeveny v Dolnosleslezském vojvodství ještě další lokality. Jedná se o již dříve známé ametystové a achátové lokality v Kačavských horách u obce Sokołowiec v Złotoryjském okrese , konkrétně v prostoru mezi Sokołowským Wzgórzem, Łysou Górou, Gradowou a Sądereckým Wzgórzem.  Dvě ze tří míst, kde byl tento minerál nalezen, se nacházejí na svazích Łysé Góry v lokalitě, nazývané  “za Pałacem”. V červnu roku 2013 byl prasiolit objeven na zcela nové lokalitě v této oblasti. 

### Prasiolit ve světě
Na jiných místech ve světě se prasiolit vyskytuje jen velmi vzácně. Jedna lokalita existuje ve Spojených státech severně od města Reno ve státě Nevada na hranicích s Kalifornií, další pak je ametystový důl poblíž města Thunder Bay v kanadské provincii Ontario.

## Umělý prasiolit

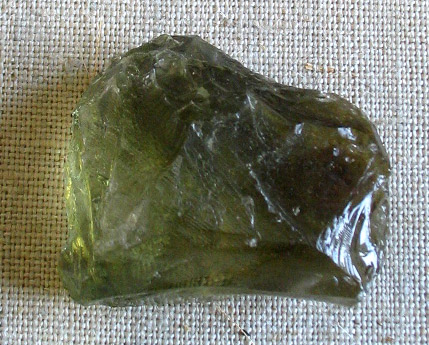
Uměle vytvořený "prasiolit" z Brazílie

V případě drahých kamenů, které jsou nabízeny na trhu jako "prasiolit", se ve většině případů jedná o kameny uměle upravené. Tato produkce, využívaná pro šperkařské účely, pochází zejména ze států Minas Gerais a Rio Grande do Sul v Brazílii. Například ametysty z dolů Montezuma Mine ve státě Rio Grande do Sul jsou zahřívány na teplotu 400 - 500 °C, aby tak získaly žádanou vzácnější zelenou barvu. Jinou metodou je působení ionizujícího záření, konkrétně elektromagnetického záření izotopu 60Co, jemuž za účelem změny barvy jsou vystavovány žlutě zbarvené křemeny z několika dalších brazilských lokalit. Změna barvy v důsledku ozařování však nemá trvalý charakter, zelené zbarvení se ztrácí, jsou-li kameny po delší dobu vystaveny slunečnímu světlu, případně teplotám vyšším než 150 °C.